# Omitere (drept)
În drept, omiterea reprezintă lipsa unei acțiuni (a face sau a spune ceva) ce ar putea produce efecte juridice.

## Regim juridic

### România
În România, infracțiunile omisive săvârșite din culpă sunt dezincriminate. Această măsură a fost introdusă în dreptul nostru în actualul cod penal.